# 阿蒂加斯將軍鎮

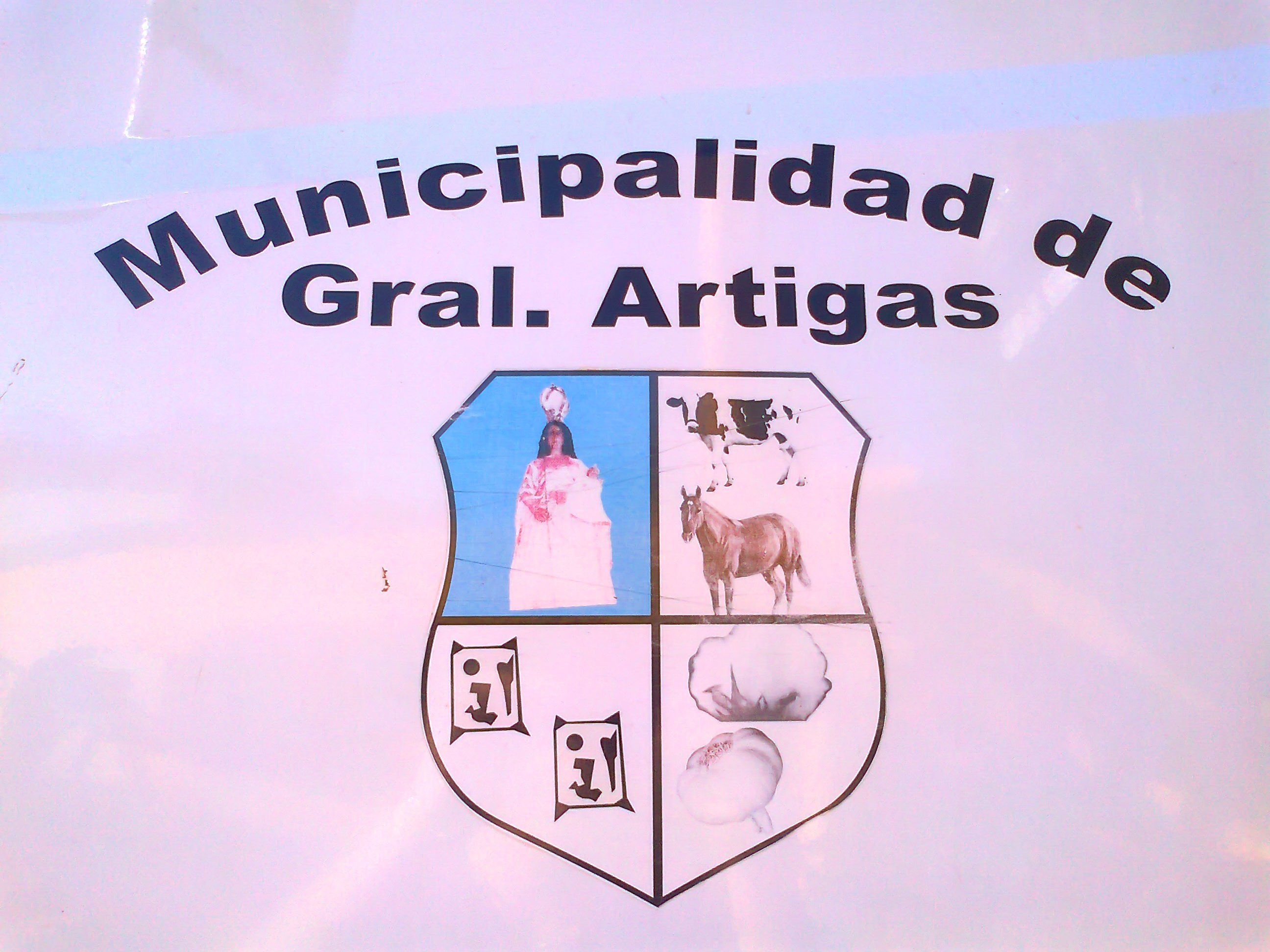

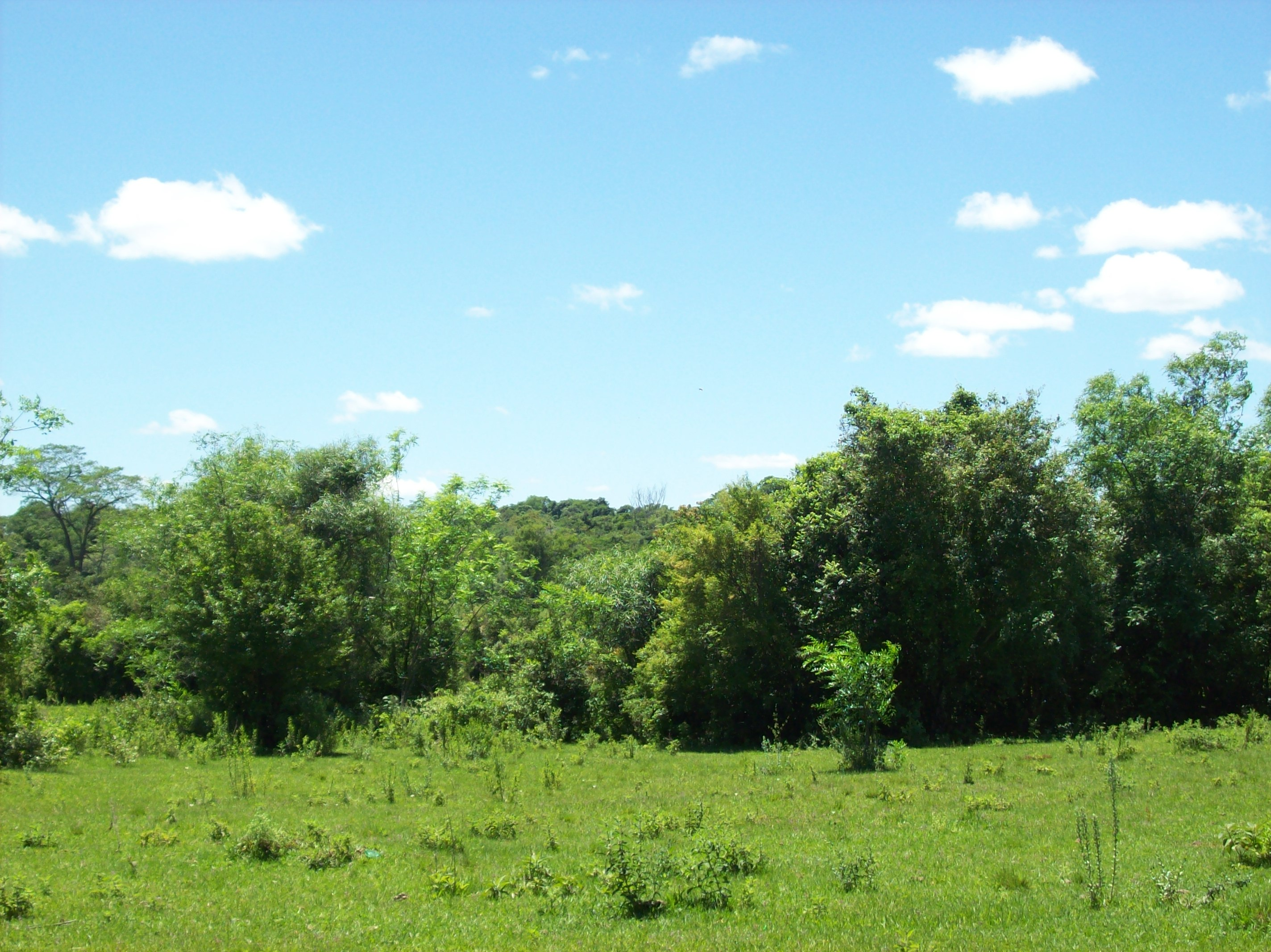

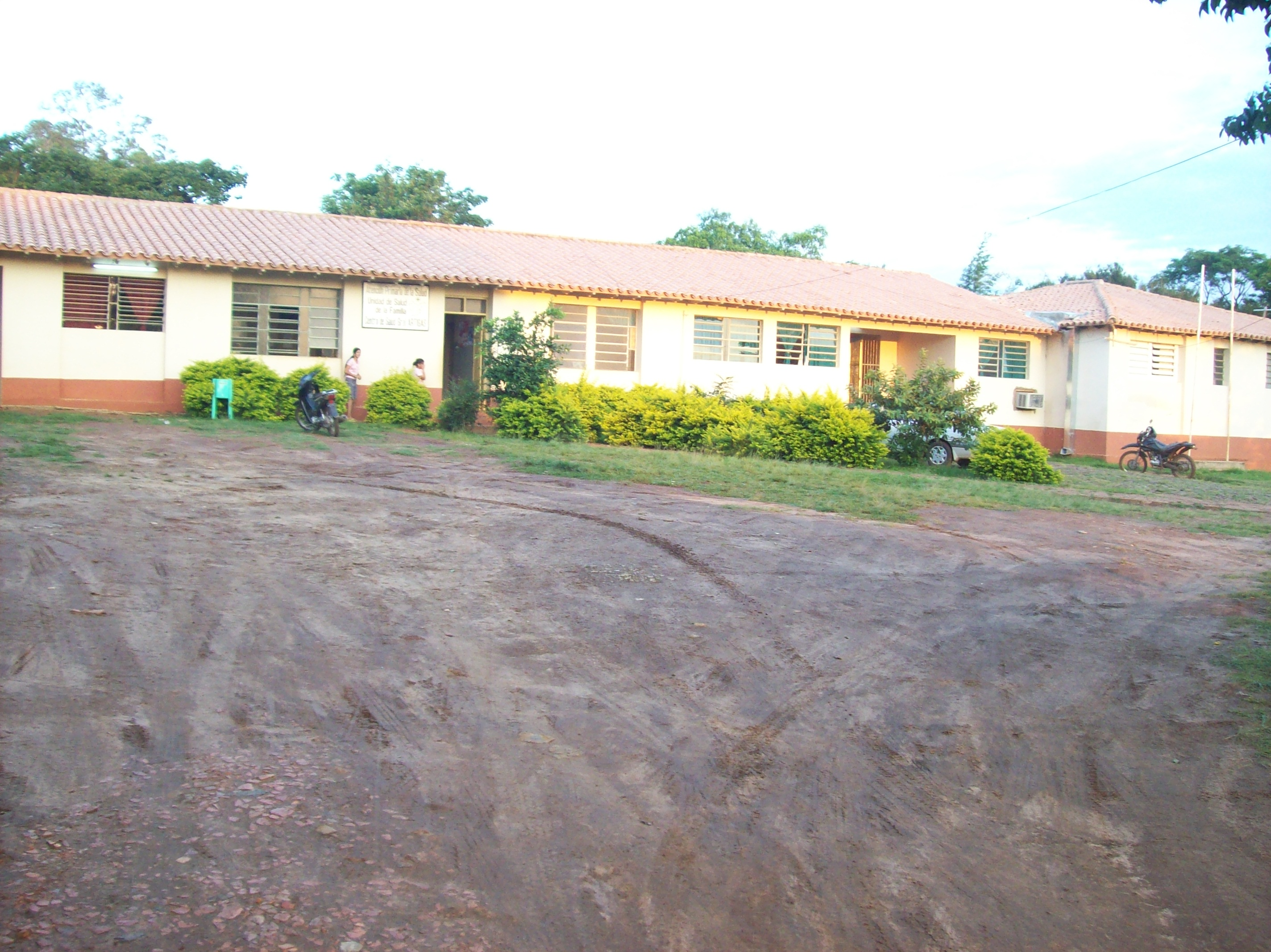

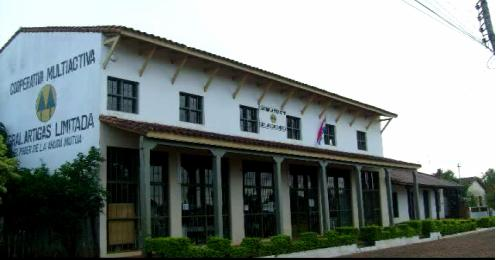

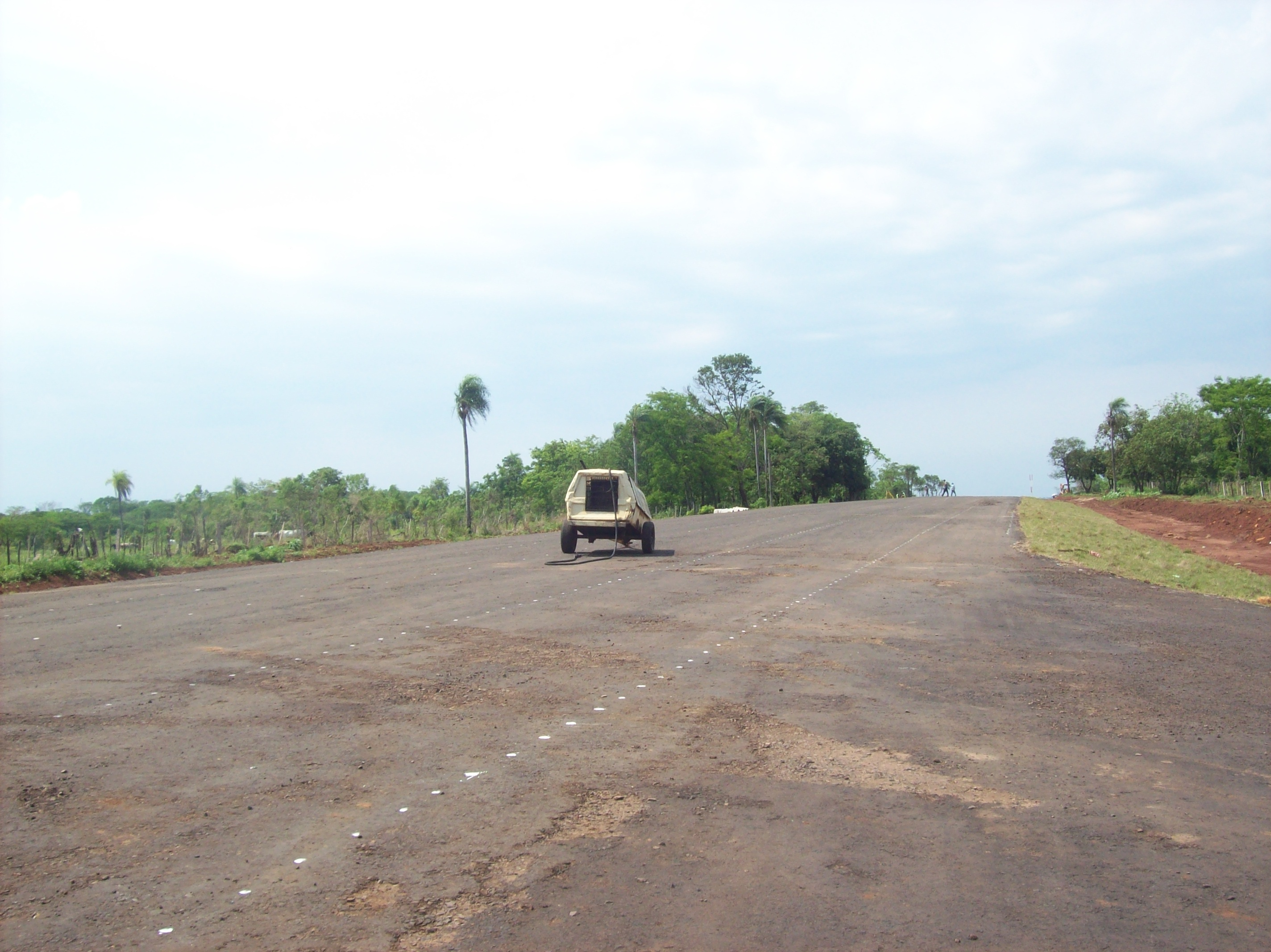

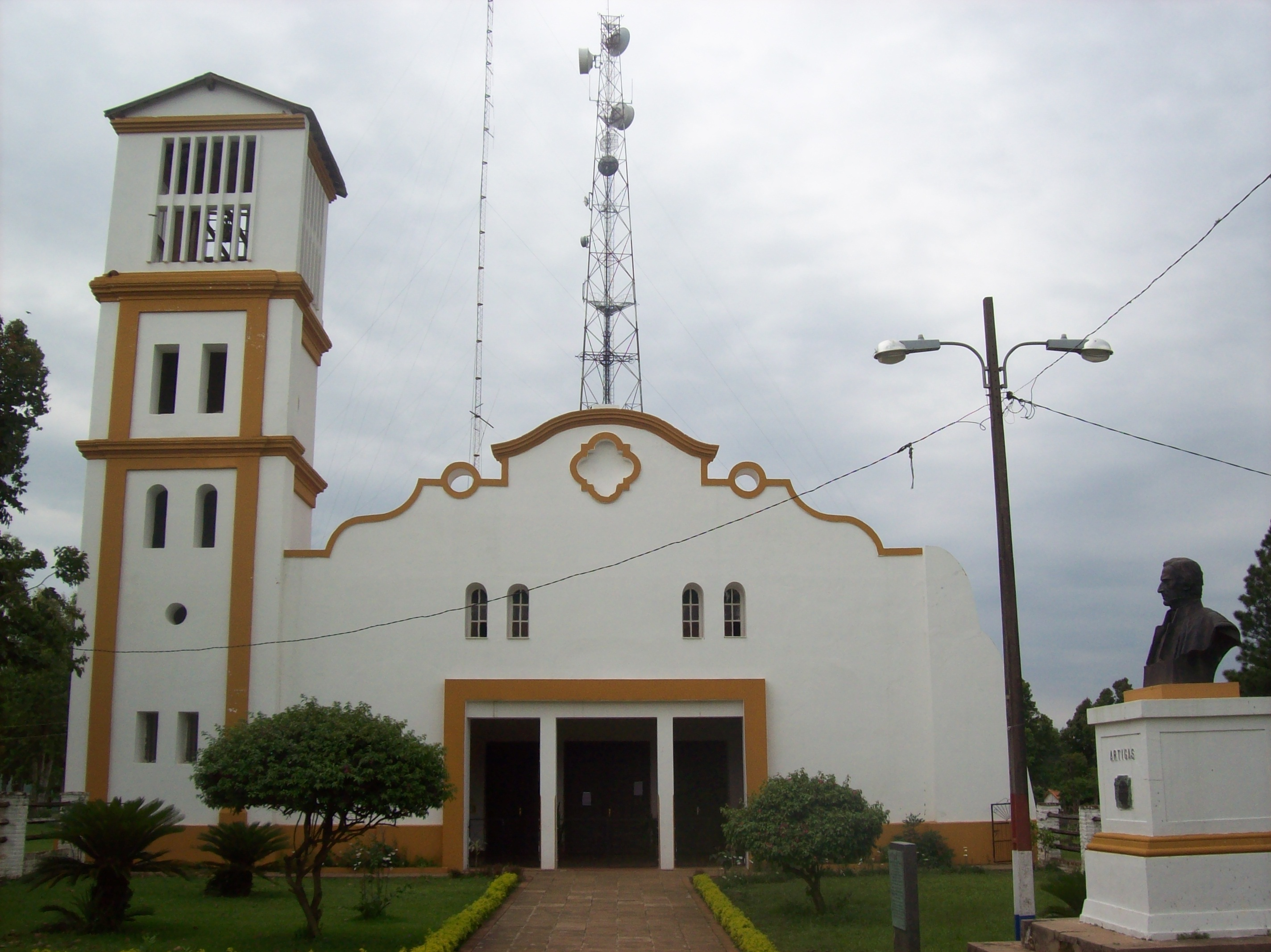

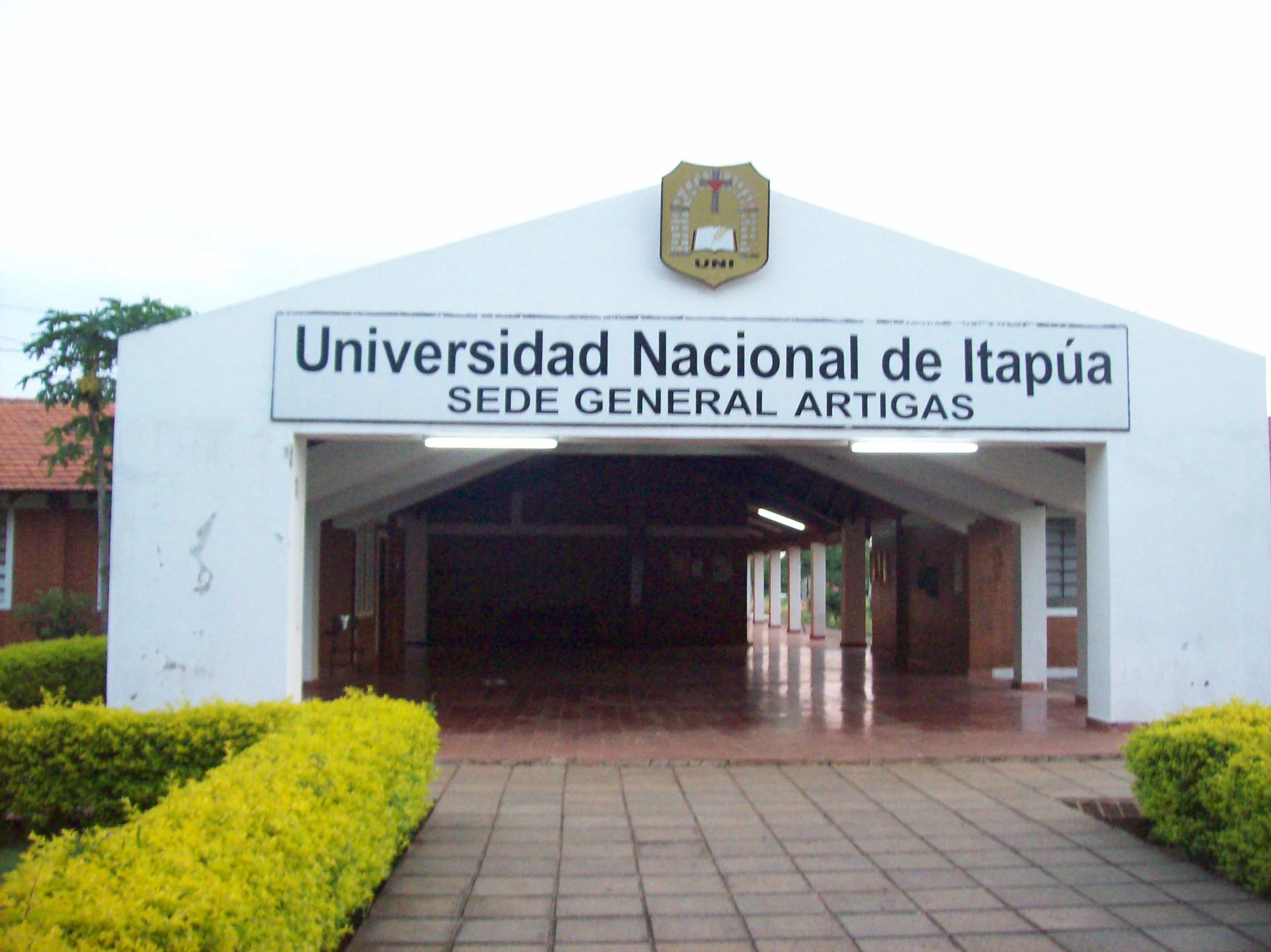

26°55′S 56°13′W / 26.917°S 56.217°W
阿蒂加斯將軍鎮（西班牙語：General Artigas），是巴拉圭的城鎮，位於該國東南部，由伊塔普阿省負責管轄，面積1,530平方公里，海拔高度195米，2002年人口11,042，人口密度每平方公里7.22人。